# آکارا باله‌نخی
آکارا باله‌نخی ( Acarichthys heckelii )، که با نام  آکارا باله‌نخی هکل نیز شناخته می‌شود، گونه‌ای از سیچلایدهای بومی آمریکای جنوبی است. این تنها عضو از جنس Acarichthys است و بومی رودخانه‌های حوضه آمازون و اسکیبو در مناطق گرمسیری آمریکای جنوبی است و در جنوب شرقی آسیا نیز معرفی شده است. گاهی اوقات در تجارت آکواریوم یافت می شود.

## همچنین ببینید
- لیست گونه های ماهی آکواریومی آب شیرین